# モンティ・ウーリー
エドガー・モンティリオン「モンティ」ウーリー （Edger Montillion "Monty" Woolley 1888年8月17日 – 1963年5月6日）はアメリカの俳優。  50歳のとき、彼は1939年の舞台劇「晩餐に来た男」とその1942年の映画に出演し、評価を得た。特徴的な白ひげがトレードマークであり、親しみを込めて「ザ・ビアード」(The Beard)として呼ばれた。

## 人物
ウーリーはニューヨーク市のマンハッタンでウィリアム・エドガー・ウーリー（1845 - 1927）とジェシー・ニー・アームズ（1857 - 1927）の間に生まれ、上流社会で育った。ウーリーは、親友にコール・ポーターがおり、同級生だった。イェール大学で学士号を取得し、イェール大学とハーバード大学で修士号を取得した。 その後、イェール大学において英語とドラマの助教授を務めた。教え子にソーントン・ワイルダーとスティーブン・ヴィンセント・ベネットがいる。後に第一次世界大戦でアメリカ陸軍の中尉としてパリにある参謀本部で勤務した。  

## 演技の経歴
ウーリーは1929年にブロードウェイの監督を始め 、大学を離れた後、1936年にブロードウェイで演技を始めた。 1939年にカウフマンとハートのコメディー「晩餐に来た男」の公演に783回出演した。この役の評判が高かったため、気難しく傲慢な世慣れた人物という役どころが彼のイメージとして固定化された。  
ウーリーは1940年代に20世紀フォックスと契約し、1950年代半ばまで多くの映画に出演した。彼が演じた最も有名な映画の役、ブロードウェイで繰り返し演じた役は、1942年の「晩餐に来た男」だった。この映画はニューヨークタイムズから良い評価を受け、 彼はワーナーブラザースの架空の映画「夜も昼も」の伝記（1946年）と「気まぐれ天使」のウーセリッジ教授役（1947年）で自分自身を演じた 。コメディー「素晴らしき日々」（1951年）では、65歳で仕事をクビになり、仕事を取り返すために上層部に化けた印刷屋を演じた。
頻繁にラジオのゲストパフォーマーとして参加し、最初はアル・ジョルソンとともにメディアに登場した。 ウーリーは、「フレッド・アレン・ショー」、「ダフィーの居酒屋」、「ビッグ・ショー」、エドガー・バーゲンとチャーリー・マッカーシーとのやりとりや「サンボーン・アワー」などのショーで人気を博した。 1950年、ウーリーはNBCの「The Magnificent Montague」シリーズで主役を演じた。彼が演じたのは元シェイクスピア劇俳優で、長い間困難な状況に陥っており、誇りを捨ててネットワークラジオの仕事をしている人物。彼が妻のリリー（アン・セイモア）や冗談好きのメイド・アグネス（パート・ケルトン）と奮闘するうち、思いがけずスターになっていく。この番組は1950年11月から1951年9月まで続いた。 
最後の映画「キスメット」（1955年）を完成させた後、彼は約1年間ラジオに戻り、その後、健康状態が悪化したため、引退を余儀なくされた。

## 私生活
ウーリーとコール・ポーターはニューヨークや海外旅行で一緒に多くの冒険を楽しんだが、ポーターはウーリーが黒人を恋人にしたことを認めなかったと伝えられている。 ウーリーは、学者や他の作品で同性愛者であり、クローゼットであると説明されている。   
1939年から、ウーリーは同性愛者の仲間であるキャリー・アボットと一緒に暮らしていた。同じくエール大学を1911年に卒業したアボットの立場は、公にはウーリーの「世話係・秘書・旅行仲間」という控えめなものだった。 1942年、ウーリーとアボットはサラトガスプリングスの家に引っ越し、1948年にアボットが58歳で肺がんで亡くなるまで一緒に暮らした。
ベネット・サーフが1944年に書いた著書「Try and Stop Me」によると、ウーリーはディナーパーティーに参加していて、突然げっぷをした。近くに座っている女性がウーリーを睨みつけるとウーリーは睨み返し、「で、あなたは何を期待したのだ？　鐘の音でも？」と言った。サーフによると、ウーリーはこの部分をとても気に入り、これをハリウッドで演じる次の役で使うと主張したという。  

## 死
1963年4月6日、ウーリーは心臓病でサラトガスプリングス病院に搬送され、その2日後にアルバニー病院に移送されたが、 1963年5月6日、ニューヨーク州アルバニーで74歳で腎臓と心臓の合併症により死去。74歳没。。遺体はニューヨーク州サラトガ郡サラトガスプリングスのグリーンリッジ墓地に埋葬された。 

## ステージ
- アメリカファースト（1927）を参照-ディレクター[要出典]
- 5,000万人のフランス人（1929年）-ディレクター
- セカンドリトルショー（1930）-監督
- ニューヨーカー（1930）-監督
- アメリカの恋人（1931年）-監督
- Walk a Little Faster （1933）-ブックディレクター
- シャンパン、秒（1933）-ディレクター
- ジュビリー（1935）-対話ディレクター
- あなたのつま先で（1936）-セルゲイ・アレクサンドロヴィッチ
- 歌の騎士（1938年）-彼の殿下、アルバート・エドワード
- 夕食に来た男（1939年）-シェリダン・ホワイトサイド[22] [23]

## フィルモグラフィ
- Ladies in Love (1936) (uncredited and unconfirmed)
- Live, Love and Learn (1937) - Mr. Bawltitude
- Nothing Sacred (1937) - Dr. Oswald Vunch (uncredited)
- Everybody Sing (1938) - John Fleming
- Arsène Lupin Returns (1938) - Georges Bouchet
- The Girl of the Golden West (1938) - Governor
- The Forgotten Step (1938 short) - The Art Collector
- Three Comrades (1938) - Dr. Jaffe
- Lord Jeff (1938) - Jeweler
- Vacation from Love (1938) - Wedding Guest in Car (uncredited)
- Young Dr. Kildare (1938) - Dr. Lane-Porteus
- Artists and Models Abroad (1938) - Gantvoort
- Zaza (1939) - Fouget
- Midnight (1939) - The Judge
- Never Say Die (1939) - Dr. Schmidt
- Man About Town (1939) - Henri Dubois
- Honeymoon in Bali (1939) - Parker, Smitty's Publisher (uncredited)
- Dancing Co-Ed (1939) - Professor Lange
- See Your Doctor (1939 short) - Doctor (uncredited)
- The Man Who Came to Dinner (1942) - Sheridan Whiteside
- The Pied Piper (1942) - John Sidney Howard
- Life Begins at Eight-Thirty (1942) - Madden Thomas
- Holy Matrimony (1943) - Priam Farll
- Since You Went Away (1944) - Col. William G. Smollett
- Irish Eyes Are Smiling (1944) - Edgar Brawley
- Molly and Me (1945) - John Graham
- Night and Day (1946) - himself
- Paris 1900 (1947 documentary) - Narrator (US version)
- The Bishop's Wife (1947) - Professor Wutheridge
- Miss Tatlock's Millions (1948) - Miles Tatlock
- As Young as You Feel (1951) - John R. Hodges
- Kismet (1955) - Omar